# Alicia de Larrocha
Alicia de Larrocha y de la Calle (n. 23 mai 1923, Barcelona - m. 25 septembrie 2009, Barcelona) a fost o pianistă spaniolă, considerată ca fiind una dintre cele mai mari pianiste din generația ei.

## Discografie
Înregistrări la BMG/RCA:
- MOZART Piano Sonatas K 283, 331, 332, 333 / RCA RD 60407
- GRANADOS Goyescas, Allegro de concierto, Danza lenta / RCA RD 60408
- MOZART Piano Sonatas K 281, 282, 284, 545 / RCA RD 60709
- MOZART Piano Concertos K 271, 467/ECO/Sir Colin Davis / RCA RD 60825
- MOZART Piano Concertos K 488, 491/ECO/Sir Colin Davis/ RCA 60989
- MOZART Piano Sonatas K 309, 310, 311, 330 / RCA RD 60454
- MOZART Piano Sonatas K 279, 280 Piano Fantasias K 397, 475 Rondo K 485
- SCHUMANN Piano Concerto & Piano Quintet/LSO/Sir Colin Davis/Tokyo Quartet RCA 61279
- RAVEL Piano Concerto in G, Concerto for the left hand, Sonatine, Valses nobles et sentimentales/St Louis Symphony/Slatkin / RCA 60985
- BEETHOVEN Piano concerto No 1, Piano Sonata Op 28/LSO/Tilson Thomas RCA 60985
- MOZART Piano Concerto No 22, Piano Sonata No 26/ECO/Sir Colin Davis/ RCA 61698
- SERENATA ANDALUZA / Works by Montsalvage and Falla / RCA 61389
- MOZART Piano Concertos No 23 & 24/ECO/Sir Colin Davis / RCA 61389
- MOZART Concerto for two pianos, Sonata for two pianos/Previn/Orchestra of St Lukes / RCA 68044

Înregistrări la DECCA:
- ALBENIZ Iberia, Navarra, Suite espagnola / Decca 417 887-2
- BEETHOVEN Piano Concertos 1 & 2/RSO Berlin/Chailly / Decca 448 982-2
- BEETHOVEN Piano concertos 3 & 4/RSO Berlin/Chailly / Decca 448 230-2
- BEETHOVEN Piano concerto 5 & Choral Fantasy/RSO Berlin/Chailly / Decca 448 705-2
- FALLA Nights in the Gardens of Spain, Albeniz Rapsodia espagnola, Turina Rapsodia sinfonica / Decca 410 289-2
- GRANADOS Danzas espagnolas / Decca 414 557-2
- GRANADOS Goyescas, Albeniz Iberia / Decca 448 191-2
- KHACHATURIAN Piano concerto/Khachaturian / Decca 448 252-2
- MUSICA PARA PIANO I Works by Granados and Soler / Decca 433 920-2
- MUSICA PARA PIANO II Works by Granados and Albeniz / Decca 433 923-2
- MUSICA PARA PIANO III Works by Albeniz and Falla / Decca 433 926-2
- MUSICA PARA PIANO IV Works by Mompou, Turina, Montsalvatge, Halffter, Surinach / Decca 433 929-2